# Dichagyris argentea
Dichagyris argentea là một loài bướm đêm trong họ Noctuidae.